# Stryker (gevechtsvoertuig)
De IAV Stryker is een serie van pantserwagens met acht wielen ontwikkeld door General Dynamics Land Systems Canada. De IAV Stryker is gebaseerd op de LAV III, die op zijn beurt weer gebaseerd is op de Zwitserse Mowag Piranha III. Het voertuig is voorzien van vierwielaandrijving (8x4) en kan eventueel overschakelen naar achtwielaandrijving (8x8). 
De Stryker is genoemd naar twee Amerikaanse militairen die na hun dood de Medal of Honor hebben ontvangen: Stuart S. Stryker, gesneuveld in de Tweede Wereldoorlog, en Robert F. Stryker, die sneuvelde in de Vietnamoorlog. IAV staat voor interim armored vehicle, oftewel 'tijdelijk pantservoertuig'.

## Ontwikkeling
Door het einde van de Koude Oorlog veranderden de taken die het Amerikaanse leger uit moest voeren: nu een conflict met een kwalitatief vergelijkbare tegenstander uitbleef, zou het leger zich voor een deel ook bezig gaan houden met politietaken. Aan het einde van de jaren 90 ontstond er onder verschillende tactici twijfel of het leger daar wel goed voor uitgerust was: men had enerzijds de M2 Bradley, een infanteriegevechtsvoertuig met een hoge gevechtskracht. Dit voertuig was, zo constateerde men, echter ongeschikt voor politie- en patrouilletaken, omdat het relatief veel onderhoud vereiste en lastig te vervoeren was.
Om dit op te vullen maken veel krijgsmachten, zo ook het Amerikaanse, gebruik van lichte wielvoertuigen. Zo had men de Jeep vervangen door de Humvee. Ervaringen in Irak brachten echter aan het licht dat deze voertuigen uitermate kwetsbaar waren voor zelfs de kleinste vuurwapens. In oktober 1999 formuleerde generaal Eric Shinseki, toenmalig U.S. army Chief of Staff, een transformatieplan dat het leger beter geschikt zou maken voor de bovenstaand genoemde taken. Het plan, genaamd "Objective Force", moest het leger aanzienlijk mobieler maken op strategisch niveau en het in staat stellen om een breder aantal taken uit te voeren. Het belangrijkste onderdeel van dit plan zou bestaan uit een pantservoertuig dat het gat tussen de M2 Bradley en de Humvee op zou moeten vullen.
Uiteindelijk werd het contract gesloten met General Dynamics Land Systems Canada. In het contract stond dat General Dynamics 2131 exemplaren zou produceren van een aangepaste versie van de Canadese LAV-III. Deze voertuigen zouden geconcentreerd worden  in zes "Stryker brigade combat teams"; snel inzetbare luchtmobiele brigades. Het leger gaf het de officiële naam Stryker. Het werd ook een "Interim armoured vehicle" genoemd, omdat het bedoeld was als een tussenoplossing totdat de resultaten van het "Future Combat Systems" programma aan het licht zouden komen, dat tot doel had een snel inzetbaar, luchtmobiel pantservoertuig te ontwikkelen.

## Beschrijving

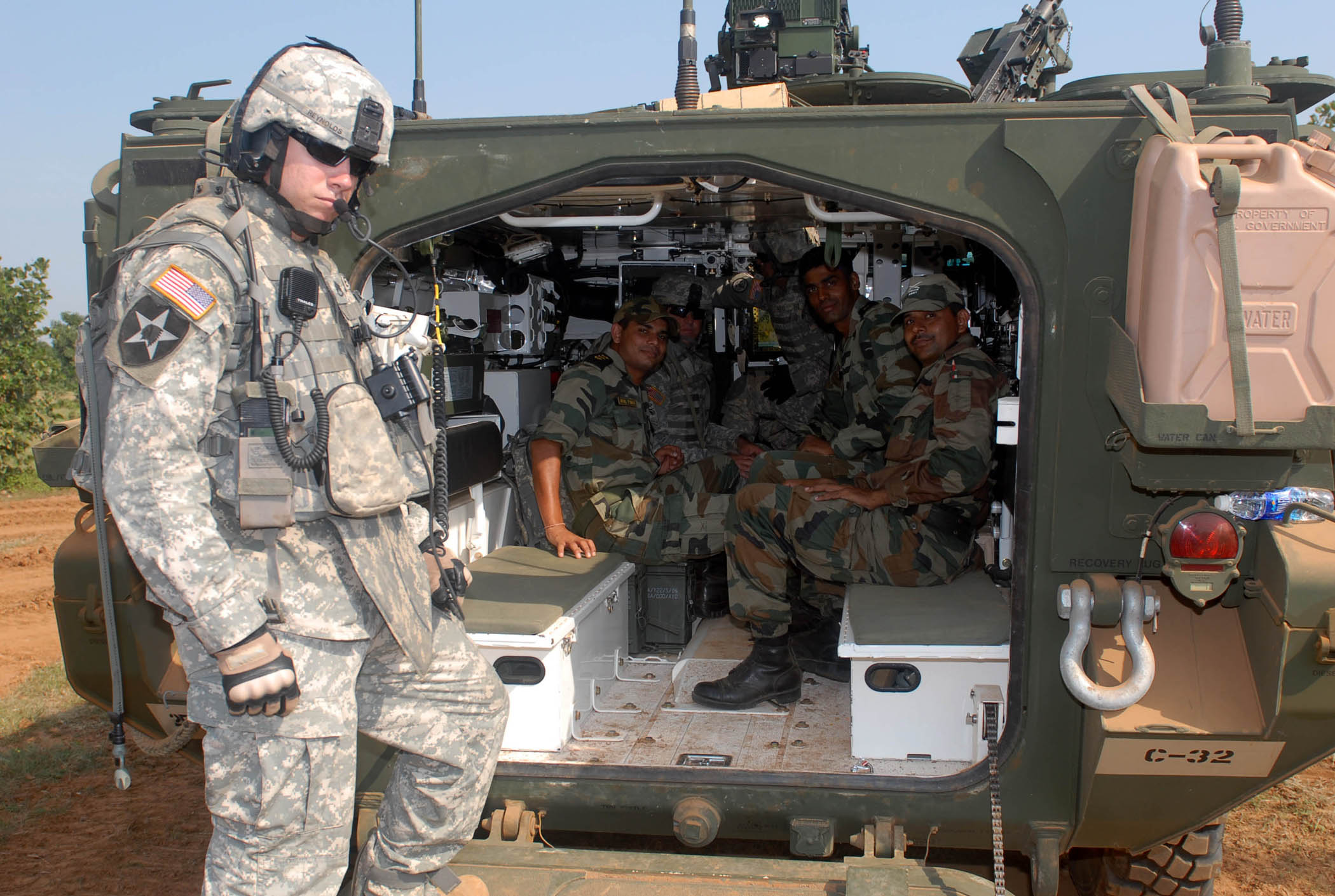
Passagiersruimte. Let op de inmenging van de passagiersruimte met het gevechtscompartiment.

De Stryker is gebaseerd op de LAV III pantserwagen, en het ontwerp is hier in zekere mate dan ook aan gelijk. Dit is duidelijk te zien aan de V-vorm van de lagere glacisplaat, aan de voorin geplaatste motor en aan de bemanningsruimte. Alle varianten zijn voorzien van een Caterpillar C7 motor, die normaal gesproken gebruikt wordt door middelzware vrachtwagens. De Stryker maakt gebruik van een combinatie van pneumatische en hydraulische systemen om het leeuwendeel van de systemen aan te drijven. De chauffeur kan wisselen tussen vierwiel- en achtwielaandrijving door middel van een pneumatisch systeem. 

### Motor, aandrijving en systemen
Een belangrijk deel van de ontwikkeling was erop gericht om het werk van de monteur zo gemakkelijk mogelijk te houden. Zo gebruikt het dezelfde motor, een Caterpillar Inc. C7 dieselmotor met een vermogen van 350 pk, als middelzware vrachtwagens, waardoor personeel dat een vrachtwagenmotor kon onderhouden, dus ook de motor van de Stryker kon onderhouden zonder extra instructie. Verder zijn alle kabels, slangen en mechanische systemen bevestigd met eenvoudig te verwijderen mechanismes. De motor en transmissie kunnen verwijderd en opnieuw geïnstalleerd worden in twee uur, waardoor reparaties aan deze onderdelen buiten het voertuig plaats kunnen vinden. 
De Stryker is voorzien van een uitgebreid pakket aan computersystemen om het werk van de bemanning aanzienlijk te vergemakkelijken en incidenten van eigen vuur zo veel mogelijk te beperken. Iedere variant is in staat bevriende voertuigen en vijandelijke doelwitten te volgen. De chauffeur en de commandant (die ook de bewapening bedient) zijn ieder voorzien van een periscoop om zonder gevaar de omgeving in te gaten te kunnen houden. De commandant beschikt ook over een warmtebeeldcamera. De chauffeur heeft een gezichtsveld van 90° naar voren, de commandant heeft een gezichtsveld van bijna 360°. De warmtebeeldcamera heeft een bereik van 2400 meter, vergeleken met de 100 meter die de nachtzichtbrillen van normale infanteristen heeft. Dit stelt de commandant in staat om infanteristen buiten het voertuig te waarschuwen voor doelwitten buiten hun bereik.

### Bescherming

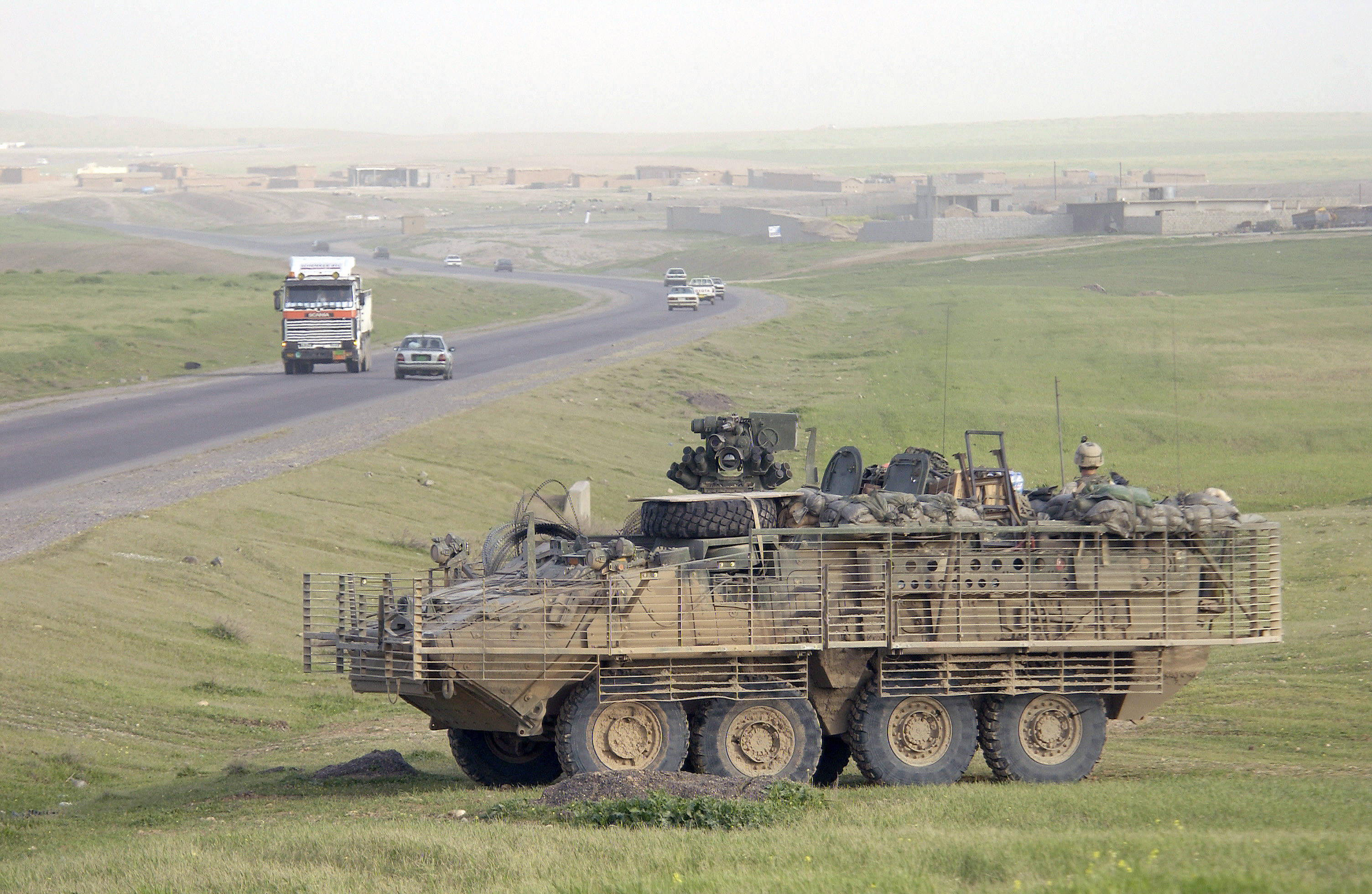
Stryker ICV. Het kooipantser is duidelijk zichtbaar.

De romp bestaat uit staal van hoge hardheid, dat bescherming biedt tegen 14,5 mm kogels aan de voorkant. Rondom is het voertuig geheel beschermd tegen 7,62 mm munitie. De Stryker kan ook voorzien worden van keramisch pantser dat rondom bescherming biedt tegen 14,5 mm kogels en granaatscherven tot 155 mm. Dit extra pantser wordt met bouten en nagels op de romp bevestigd. In het verleden werd een aantal van deze keramische pantserplaten alsnog door 14,5 mm munitie doorslagen. Volgens het leger kwam dit door verschillen in de samenstelling en het formaat van de panelen in de ontwikkeling en de productie. IBD Deisenroth werd hierop aangesproken en beloofde een oplossing. Aanvankelijk werd er daarom 3 mm aan extra pantserstaal op de romp bevestigd, totdat in 2003 DEW Engineering werd geselecteerd als de nieuwe leverancier van het keramische pantser. 
De Stryker kan voorzien worden van optionele pakketten om de bescherming tegen antitankraketten te vergroten. Hieronder vallen voornamelijk "slat armor" (een variant van kooipantser) en extra keramisch pantser. De romp kan ook voorzien worden van extra bescherming tegen landmijnen en geïmproviseerde explosieven. 
In 2004 ontvingen de Strykers in Irak, net als de M1 Abrams en de M2 Bradley voorzien van tegels explosief reactief pantser. In mei 2009 wonnen General Dynamics en Rafael een contract om deze tegels te produceren ter vervanging van het kooipantser. De reden voor deze vervanging was de hogere stabiliteit, wendbaarheid en bescherming, al geldt de bescherming van explosief reactief pantser eenmalig. 
De Stryker is verder voorzien van een automatisch brandblussysteem met sensoren in de motor en het passagierscompartiment. Dit kan eventueel ook geactiveerd worden door de chauffeur. Het voertuig is geheel NBC-beschermd.

### Strategische mobiliteit
Een van de belangrijkste aspecten bij de ontwikkeling van de Stryker was het idee om eenheden van het brigadeniveau overal ter wereld in 96 uur te kunnen inzetten, een divisie in 120 uur en vijf divisies in 30 dagen. Hiervoor was het noodzakelijk dat de Stryker vervoerd kon worden door het C-130 transportvliegtuig, en al bemand kon worden terwijl het wordt uitgeladen. 
De Stryker is te zwaar (19-26 ton) om te worden vervoerd door bestaande helikopters. 
Alhoewel de Stryker via parachutes kan worden gedropt, is het niet geheel zeker of de Stryker ook zo ingezet gaat worden.

### Tactische mobiliteit
De bestuurder van het voertuig kan de druk in de banden aanpassen aan het type terrein. Het systeem waarschuwt de bestuurder als deze de aangeraden snelheid voor de gegeven bandendruk overschrijdt. De keuze voor wielen in plaats van rupsbanden heeft te maken met de hogere snelheid op de weg en vooral met het onderhoudsgemak en de onderhoudskosten.

### Bewapening
Op een aantal gespecialiseerde varianten na, is iedere Stryker voorzien van een Protector M151 remote weapon station (op afstand bedienbaar wapensysteem). Dit systeem kan van binnenuit bediend worden, hetgeen de kwetsbaarheid van de bemanning aanzienlijk vermindert. Het systeem kan voorzien worden van een M240 (FN MAG) machinegeweer, een M2HB (M2 heavy barrel) zware machinegeweer of een MK 19 automatische granaatwerper. De bewapening is eenvoudig te verwisselen, om zo de inzetbaarheid te vergroten. 
In september 2017 vuurde Raytheon enkele Stinger- luchtdoelraketten af die op de Protector M151 was gemonteerd. Het leger denkt erover na om verscheidene Strykers te voorzien van dit systeem. Volgens het leger zouden alle benodigde voertuigen ervan voorzien kunnen worden in twee jaar.

## Varianten

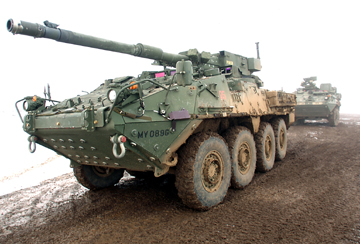
Stryker MGS

- M1126 infantry carrier vehicle (ICV): standaard pantserinfanterievoertuig. Kan negen man vervoeren en is bewapend met een Protector M151 remote weapon system met een M2, M240 of een MK 19.
- M1126 infantry carrier vehicle DVH-Scout (ICVV-S): verkenningsvariant met een intern geplaatst long range advance scout (LRAS)-overlevingssysteem en een dubbele v-romp.
- 'M1127 reconnaissance vehicle (RV) verkenningsvoertuig, gebruikt door de RSTA squadrons en bataljonverkenners. Deze variant is bedoeld om verkenning uit te voeren op het diepere tactische niveau.
- M1128 mobile gun system (MGS) bewapend met een 105 mm-M68A1 kanon met getrokken kanon in een oscillerende koepel. Een M240 machinegeweer is coaxiaal gemonteerd, een M2 machinegeweer en twee M6 rookwerpers zijn boven op de koepel gemonteerd. De MGS is bedoeld om directe vuursteun te leveren aan de infanterie tegen gepantserde doelwitten. Het kanon is voorzien van drie soorten munitie: APFSDS, HEAT en HE-F.
- M1129 mortar carrier (MC): een mortierdrager voor de Soltam 120mm mortier. Bedoeld voor het verlenen van mobiele vuursteun aan de infanterie. De mortier kan gebruik maken van HE, illuminatie, rook, clustermunitie en precisiegeleide granaten.
- M1130 command vehicle (CV): commandovoertuig met verbeterde communicatiesystemen. Kan ook voorzien worden van verschillende radarsystemen.
- M1131 fire support vehicle (FSV): artilleriespotter en vuurgeleidingsvoertuig.
- M1132 engineer squad vehicle: genievoertuig, voorzien van apparatuur en overige uitrusting om landmijnen te lokaliseren en paden te markeren.
- M1133 Medical Evacuation Vehicle (MEV): gewondentransport.
- M1134 Anti-Tank Guided Missile Vehicle (ATGN): bewapend met een TOW antitankraket.
- M1135 Nuclear, Biological, Chemical Reconnaissance Vehicle (NBC RV): Verkenningsvoertuigen met apparatuur om NBC dreigingen te detecteren.
- Initial Maneuver Short-Range Air Defence (IM-SHORAD): voorzien van een anti-luchtdoelraket.[1]

## In dienst
Volgens de fabrikant General Dynamics waren er per jaareinde 2023 in totaal 4096 gevechtswagens van dit type in gebruik in drie landen. Op dat moment had het bedrijf nog orders voor 581 exemplaren waarvan de laatste in 2025 wordt geleverd.